# Epibates
Epibates (en grec antic ἐπιβάται)) eren els soldats o mariners encarregats de la defensa dels vaixells a la marina atenenca. Eren diferents dels mariners i dels soldats de terra embarcats a les mateixes naus, com ara els hoplites, els peltastes o la cavalleria, segons diu Xenofont.
Es creu que a cada trirrem atenenca hi havia deu epibates, com es dedueix de textos de Tucídides, que diu que hi havia 300 epibates per trenta naus i 400 per a quaranta trirrems. En algunes expedicions, com a conseqüència de l'augment de soldats amb armes pesants, es reduïa el nombre de deu a set. Heròdot parla de quaranta epibates per defensar un vaixell, però això era abans de la modernització de les tàctiques navals, quan la lluita al mar depenia més de la defensa de la nau per part dels homes armats que de la perícia dels mariners. Els atenesos van millorar les tàctiques confiant més en la maniobrabilitat i les habilitats dels mariners abans que en la defensa de les naus.
Els epibates normalment es reclutaven entre els components de la quarta classe de ciutadans, els tetes, a partir del cens organitzat per Soló, però en cas de necessitat o d'extraordinari perill també en formaven part els ciutadans de censos superiors, com els zeugites o altres, que es veien obligats a allistar-se com a epibates.
Els autors romans l'aplicaven de vegades als mariners però el nom usual era classiari milites (soldats de la flota), encara que aquesta paraula també l'usaven per designar als remers.